# Irtjasch
Der Irtjasch (russisch Иртя́ш; von baschkirisch Иртәш) ist ein See in der Oblast Tscheljabinsk (Russland) am Ostrand des Ural.
Er ist 53,5 km² groß und maximal 16 Meter tief. Der Irtjasch liegt in einer Höhe von 227 m. Er erstreckt sich über etwa 14 Kilometer in nord-südlicher Richtung bei einer Breite von bis zu 5 Kilometern.
Der See wird von mehreren kleinen Flüssen gespeist, so vom Kyschtym aus südwestlicher Richtung und vom Mauk, der dem nördlich gelegenen See Großer Kasli (Bolschije Kasli) entfließt. Bei Osjorsk verlässt im Südosten die Tetscha, ein rechter Nebenfluss der Isset im Flusssystem des Ob, den Irtjasch.
Im See liegen mehrere Inseln, von denen die Insel Swetljak an der Westseite die größte ist. Südlich von ihr ragt die Halbinsel Moskin weit in den See.
Am Nordufer des Sees liegt die Stadt Kasli, am Südufer Osjorsk, die ehemals geheime Stadt Tscheljabinsk-40 bzw. Tscheljabinsk-65. Die Kerntechnische Anlage Majak, im Zusammenhang mit welcher die Stadt errichtet wurde, liegt flussabwärts im Einzugsbereich der Tetscha, sodass der Irtjasch selbst bei den diversen nuklearen Zwischenfällen nicht oder weniger radioaktiv belastet wurde.
Auf dem Irtjasch können daher u. a. regionale Segelwettbewerbe durchgeführt werden, so eine Etappe der Match-Race-Meisterschaft der Oblast Tscheljabinsk 2007.